# Confronto interlaboratorio
Secondo la norma UNI CEI EN ISO/IEC 17043:2010 per confronto interlaboratorio (in inglese: interlaboratory comparison) si intende l'organizzazione, l'esecuzione e la valutazione di prove su uno stesso campione, o su campioni simili, da parte di due o più laboratori, in base a condizioni prestabilite.

## Classificazione
- Esercizi di certificazione (in inglese: Certification trials): confronti per la certificazione dei materiali di riferimento[2]
- Studi collaborativi (in inglese: Collaborative trials): studi per la standardizzazione dei metodi analitici[3]
- Confronti-chiave (in inglese: Key-comparison): confronto sulle misurazioni eseguite con metodi della massima accuratezza[4]
- Prove valutative (in inglese: Proficiency testing, PT): confronti per la valutazione della qualità delle misurazioni analitiche di routine, conosciuti anche come schemi di "valutazione esterna di qualità" (VEQ)[5]